# Fulgence Muteba Mugalu
Fulgence Mugalu Muteba (Kongolo, 9 juli 1962) is een Congolees rooms-katholiek geestelijke en bisschop.
Hij studeerde af als doctor in de praktische theologie aan de Universiteit van Montréal en werd in 1990 tot priester gewijd. Hij werd op 18 maart 2005 benoemd tot bisschop van Kilwa-Kasenga als opvolger van Jean-Pierre Tafunga Mbayo, S.D.B. die in 2002 werd benoemd tot bisschop van Uvira. Hij zet zich in voor de verzoening met voormalige rebellengroepen en voor de bescherming van de natuurlijke rijkdommen van zijn streek. Paus Franciscus benoemde hem op 22 mei 2021 tot aartsbisschop van Lubumbashi.